# Аушта
Аушта (баш. Әүеште) — река в России, течёт по территории Илишевского района Башкортостана. Устье реки находится на высоте 71 м над уровнем моря в 42 км по правому берегу реки Сюнь. Длина реки — 20 км, площадь водосборного бассейна — 120 км².

## Данные водного реестра
По данным государственного водного реестра России относится к Камскому бассейновому округу, водохозяйственный участок реки — Белая от города Бирск и до устья, речной подбассейн реки — Белая. Речной бассейн реки — Кама.
Код объекта в государственном водном реестре — 10010201612111100026770.